# Patrick Hamel
Pour les articles homonymes, voir Hamel.
Patrick Hamel est un pilote automobile de stock-car né le 5 février 1989 à Saint-Édouard-de-Lotbinière au Québec (Canada).
Principalement actif dans la série ACT Castrol. Champion de la Série Sportsman Québec en 2007 à l’âge de 18 ans, recrue de l’année en série ACT Castrol en 2008. Il a décroché sa première victoire en ACT Castrol le 18 juin 2011 au circuit Riverside Speedway Ste-Croix.

## Fiche dans la série ACT Castrol
| Saison | Départs | Victoires | Top 5 | Top 10 | Classement |
| ------ | ------- | --------- | ----- | ------ | ---------- |
| 2008   | 8       | 0         | 1     | 6      | 7          |
| 2009   | 9       | 0         | 3     | 7      | 5          |
| 2010   | 10      | 0         | 0     | 4      | 11         |
| 2011   | 12      | 1         | 3     | 8      | 5          |
| 2012   | 12      | 0         | 4     | 9      | 7          |
| 2013   | 10      | 0         | 2     | 6      | 9          |
| 2014   | 3       | 0         | 1     | 2      | 21         |
| TOTAL  | 64      | 1         | 14    | 42     |            |